# Teófano II

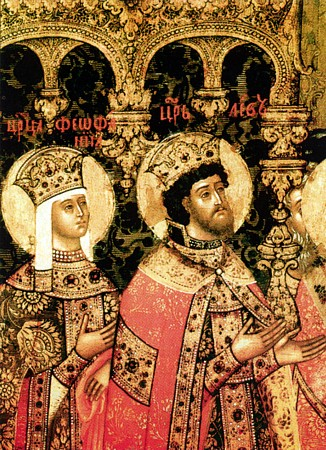
Santa Teófano y su esposo, León VI el Sabio.

Teófano (por convención, para distinguirla de sus homónimas: "Teófano II" ). Se ignora la fecha y lugar de su nacimiento, falleció en Constantinopla el 10 de noviembre del 897. Fue la primera esposa de León VI el Sabio y es considerada santa por la iglesia ortodoxa griega.

## Biografía
El emperador bizantino Basilio I obligó a su hijo León, quien entonces tenía dieciséis años, a tomar por esposa a Teófano la cual, según las crónicas, era una joven poco agraciada y extremadamente religiosa. Las nupcias se celebraron en el 882. León, que no la amaba, no quería renunciar a su amante Zoe Zautzina. El emperador Basilio, como consecuencia de las protestas de Teófano, castigó con azotes a su hijo y expulsó de Constantinopla a Zoe imponiéndole además un marido. Luego de ser azotado, León fue encarcelado durante tres meses. Teófano quiso compartir la misma pena junto a la hija de ambos, Eudoxia, recién nacida.
Las actitudes de Basilio I respecto a quien sería León VI se deben a que Basilio sospechaba que León no era hijo suyo y por esto le odiaba.
Tras el deceso de Basilio I ocurrido en el transcurso de una cacería, su hijo devino emperador bizantino el 9 de agosto del 886 con el nombre de León VI, por este motivo Teófano llegó a emperatriz; sin embargo Teófano sufrió un incremento constante de su fanatismo al punto que en lugar de acostarse en el lecho conyugal lo hacía sobre el frío pavimento y se levantaba a cada hora para rezar. Hacia el fin de su vida Teófano se retiró a un convento cercano al puerto constantinopolita de Blakernas, donde falleció el 1 de noviembre del 897. Como se ha indicado, es considerada una santa por la iglesia ortodoxa griega.